# YARV
YARV (Yet Another Ruby VM) est un interpréteur pour le langage de programmation Ruby, écrit par Koichi Sasada. Il est publié sous la double licence GNU GPL et la licence Ruby.

## Historique
Depuis le 1er janvier 2007, la version de développement de Ruby (1.9) est basée sur l'interpréteur YARV, ce qui a apporté un gain notable en performances.